# Democràcia i Catalunya
Democracia y Cataluña (en catalán: Democràcia i Catalunya) fue una coalición electoral que presentó candidaturas al Senado en las cuatro provincias catalanas en las elecciones generales españolas de 1977, las primeras democráticas tras la muerte de Francisco Franco.
La componían Convergencia Democrática de Cataluña (CDC), Unión Democrática de Cataluña (UDC) e Izquierda Democrática de Cataluña (IDC). Sus candidatos fueron los segundos más votados en Lérida y Gerona, lo que le permitió obtener dos senadores, uno por cada una de dichas provincias. En el resto de provincias, los resultados de la coalición fueron peores, por lo que no obtuvo senadores. Los dos senadores elegidos (Francesc Ferrer por Gerona y por Maria Rubiés por Lérida) pertenecían a CDC. Ambos senadores se integraron en el grupo Entesa dels Catalans.
La coalición no volvió a repetirse al integrarse EDC en CDC y constituir esta última, junto con UDC, la coalición Convergència i Unió